# Karl-Heinz Krüger
Karl-Heinz Krüger (ur. 25 grudnia 1953 w Templin) – wschodnioniemiecki bokser, medalista olimpijski z 1980.
Początkowo występował w kategorii półśredniej (do 67 kg). Zdobył w niej srebrny medal na mistrzostwach Europy w 1977 w Halle po wygranych m.in. z Bolesławem Nowikiem i późniejszym zawodowym mistrzem świata Gianfranco Rosim i porażce w finale z Walerijem Limasowem z ZSRR.
W następnym roku Krüger zszedł do niższej kategorii wagowej – lekkopółśredniej (do 63,5 kg). Zdobył w niej brązowy medal na mistrzostwach świata w 1978 w Belgradzie, po porażce w półfinale z Mehmetem Bogujevcim z Jugosławii.
Na mistrzostwach Europy w 1979 w Kolonii zdobył brązowy medal w wadze lekkopółśredniej po przegranej w półfinale z późniejszym mistrzem Sierikiem Konakbajewem z ZSRR.
Następnie powrócił do wagi półśredniej. Na letnich igrzyskach olimpijskich w 1980 w Moskwie zdobył brązowy medal przegrywając w półfinale z późniejszym mistrzem Andrésem Aldamą z Kuby. Po raz drugi wywalczył srebrny medal na mistrzostwach Europy w 1981 w Tampere, gdzie w finale wagi półśredniej pokonał go Konakbajew. Krüger wystąpił jeszcze na mistrzostwach świata w 1982 w Monachium, lecz przegrał na nich pierwszą walkę.
Był mistrzem NRD w wadze półśredniej w 1977, 1979 i 1980.